# August Schärttner
August Schärttner (* 31. Januar 1817 in Hanau; † 22. Februar 1859 in London) war eine führende Persönlichkeit der deutschen Turnbewegung und der Revolution von 1848/49.

## Leben
Er war der Sohn des Küfermeisters Karl Ludwig Schärttner und erlernte auch dessen Handwerk. Über seine Kindheit und Jugend ist sonst wenig bekannt. 1837 war er eines der ersten Mitglieder der neu gegründeten Turngemeinde Hanau, deren Vorsitzender er 1841 wurde. Er war 1843 Gründungsmitglied der freiwilligen Turnerfeuerwehr, aus der die Freiwillige Feuerwehr Hanau hervorging. Die turnerische Leitung der Feldbergturnfeste der Jahre 1844 und 1847 lag in seinen Händen.
Schärttner war in der Revolution von 1848/49 Mitglied der Hanauer Volkskommission, Mitunterzeichner des Hanauer Ultimatums vom 9. März 1848 an den Landesherren, den Kurfürsten von Hessen-Kassel, und führte die Delegation an, die dem Kurfürsten das Ultimatum in Kassel überreichte. Damit setzte er sich an führender Stelle für bürgerliche und politische Freiheit in Kurhessen und in Deutschland ein. Da der Kurfürst dem Druck des Ultimatums wich und die geforderten Grundrechte gewährte, wurde August Schärttner bei seiner Rückkehr nach Hanau ein begeisterter Empfang zuteil. Anschließend bemühte er sich die Verhältnisse in Hanau wieder zu stabilisieren.
Darüber hinaus war er am ersten und zweiten Turnertag in Hanau im April und im Juni 1848 maßgeblich beteiligt. Beim ersten Turnertag war Friedrich Ludwig Jahn bei ihm zu Gast. Beim zweiten Turnertag kam es zu einer Spaltung der Turnerbewegung in einen Deutschen Turner-Bbund und einen Deutschen Demokratischen Turnerbund. August Schärttner wurde zum Vorsitzenden des letzteren gewählt.
Unter seiner Führung als Major zog die Hanauer Turnerwehr am 2. Juni 1849 zur Verteidigung der Reichsverfassung den revolutionären Truppen in Baden zur Hilfe. Nach der Niederlage im Gefecht bei Waghäusel mussten die Hanauer Turner in die Schweiz flüchten und wurden in Bern interniert. August Schärttner emigrierte weiter über Le Havre nach London. Dort arbeitete er zunächst als Kellner bei einem deutschen Wirt in der Maddox Street und lernte dabei seine spätere Frau, Mary Elizabeth Pawell, kennen. Anfang 1851 kaufte er eine Gastwirtschaft in der Long-Acre-Street 27, die er unter dem Namen „Zum Deutschen Haus“ betrieb, ein Zentrum der deutschen Emigranten. Zu seinen Gästen zählten: Gottfried Kinkel, Karl Schurz, Gottfried Semper und August Willich.
Noch am 2. Oktober 1857 wurde er im Hanauer Turnerprozess wegen Hochverrats in Abwesenheit zu acht Jahren Zuchthaus verurteilt.
Er war Mitglied im Bund der Kommunisten und im kommunistischen Arbeiterbildungsverein. Im Bund der Kommunisten geriet er als Verfechter einer weiteren, unmittelbar bevorstehenden Revolution in Deutschland in Gegensatz zu Karl Marx und trennte sich von ihm anlässlich der Spaltung des Bundes 1850.
Im Alter von 42 Jahren starb er in London.

## Gedenken
In Hanau ist eine Mehrzweckhalle (August-Schärttner-Halle) sowie eine Straße nach ihm benannt; in Rodgau eine Straße. In Leipzig ist die Schärttnerhalle im Gebäudekomplex auf dem Gelände der ehemaligen Deutschen Hochschule für Körperkultur (DHfK) nach ihm benannt.